# Partido Nacional Unido das Ilhas Salomão
O Partido Nacional Unido das Ilhas Salomão (PNUIL) foi um partido político das Ilhas Salomão.

## Histórico
Após as eleições de 1967, o partido foi criado em 1968 por David Kausimae, Bill Ramsay e Frank Wickham. Não era mais do que um partido de membros do Conselho Legislativo e foi criado principalmente com o objetivo de pressionar as autoridades britânicas para introduzir um sistema de gabinete.
Embora o partido não tenha publicado um manifesto em 1972, deixou de existir no final daquele ano e não disputou as eleições gerais de 1973. Kausimae fundou o Partido da Aliança Rural.